# 宮城県道6号石巻停車場線
宮城県道6号石巻停車場線（みやぎけんどう6ごう いしのまきていしゃじょうせん）は宮城県石巻市を通る県道（主要地方道）である。

## 概要
石巻駅から南を通る国道398号までの短距離路線である。駅（停車場）を起終点とする路線では宮城県で唯一の主要地方道である。石巻駅の駅前通りであり、チェーン店、居酒屋を中心とした飲食店が軒を連ねている。
なお、同じく石巻駅を起終点とする県道として、1994年（平成6年）までは「県道鋳銭場石巻停車場線」という別路線が本路線とは別に認定されていた。

### 路線データ
- 実延長：138.7 m[2]
- 起点：石巻市鋳銭場（東日本旅客鉄道 石巻駅）
- 終点：石巻市穀町（国道398号交点）[3]

## 歴史
- 1954年（昭和29年）12月27日 - 宮城県告示第934号により、主要地方道23号「石巻停車場線」として、石巻停車場（石巻駅）～石巻市立町の県道石巻女川線（現在の国道398号。現行の県道石巻女川線とは異なる。）分岐までの路線として認定。
- 1993年（平成5年）
  - 5月11日 - 建設省から、県道石巻停車場線が石巻停車場線として主要地方道に指定される[4]。
  - 10月19日 - 県道番号が決定され、従前の主要地方道17号から、県道6号に変更される。（12月1日より施行）[5]

## 地理

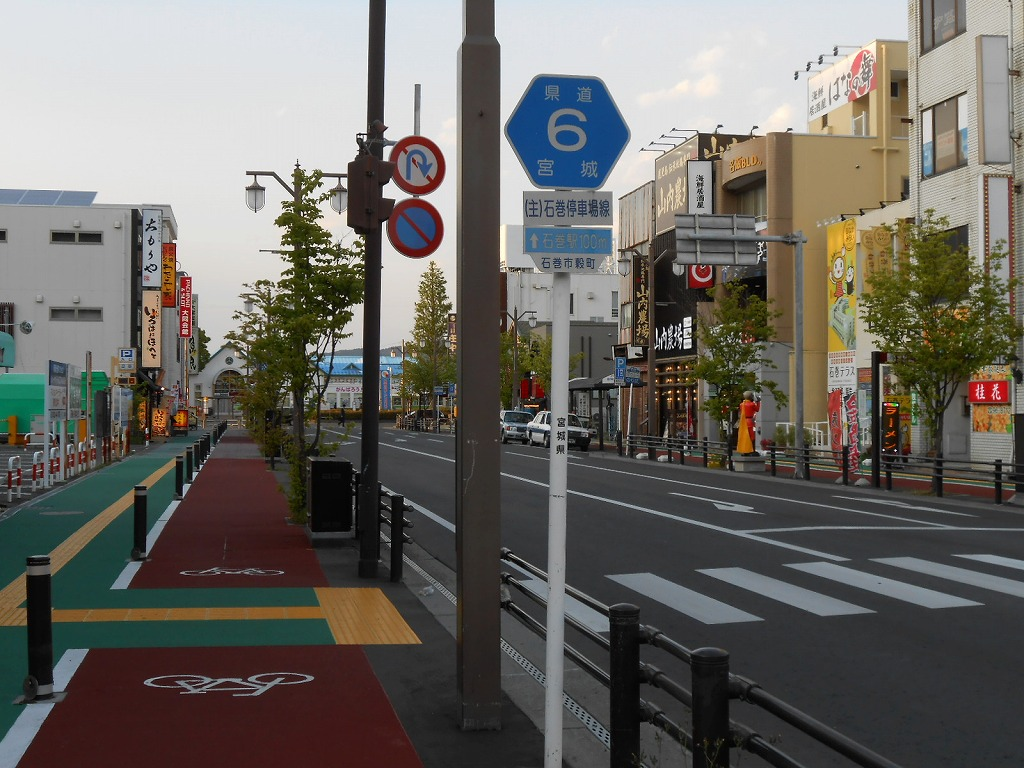
石巻市穀町（2015年6月）

### 接続する道路
- 国道398号（終点）

### 交通量[6]
令和３年度・12時間交通量
- 石巻市鋳銭場 - 4,339台